# Vláda Elia Di Rupa

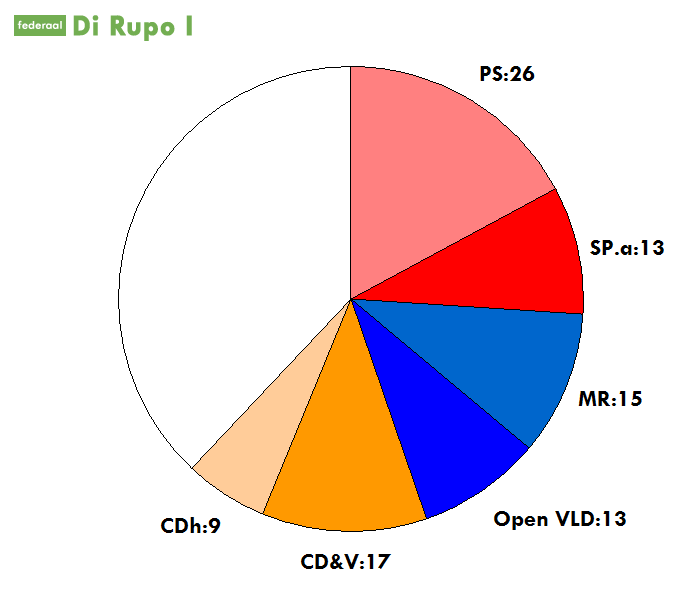
Koaliční strany podle počtu mandátů v parlamentu

Vláda Elia Di Rupa představuje bývalou vládu Belgie. Úřad začala vykonávat 6. prosince 2011 a skončila 11. října 2014. V jejím čele stál Elio Di Rupo ze socialistické strany (PS).
Ve vládě bylo zastoupeno celkem šest stran: Socialistická strana (PS), Křesťanskodemokratická a vlámská strana (CD&V), Reformní hnutí (MR), Socialistická strana jinak (sp.a.), Vlámští liberálové a demokraté (Open Vld) a Humanistický demokratický střed (CDH).
Ačkoli parlamentní volby proběhly už v červnu 2010, vítězné strany Nová vlámská aliance (N-VA, vítěz ve Vlámsku) a Socialistická strana (PS, vítěz ve Valonsku) se více než rok nebyly schopny dohodnout na koaliční vládě. Belgii tak do jmenování vlády 6. prosince 2011 spravovala vláda Yvese Leterma v demisi. Nová vlámská aliance se nakonec součástí nové koalice nestala, vládu tak utvořily z velké většiny strany, které byly součástí vlády předchozí.
Dne 11. října 2014 ji vystřídal kabinet Charlese Michela.

## Složení vlády
Kabinet sestával z premiéra (prvního ministra), vicepremiérů, ministrů a státních tajemníků.
| Portfej                                                                                        | Ministr                  | Strana | Strana   | Nástup do úřadu   | Odchod z úřadu    |
| ---------------------------------------------------------------------------------------------- | ------------------------ | ------ | -------- | ----------------- | ----------------- |
| Předseda vlády                                                                                 | Elio Di Rupo             |        | PS       | 6. prosince 2011  | 11. října 2014    |
| Místopředseda vlády a ministr financí a udržitelného rozvoje                                   | Steven Vanackere         |        | CD&V     | 6. prosince 2011  | 5. března 2013    |
| Místopředseda vlády a ministr zahraničních věcí, zahraničního obchodu a evropských záležitostí | Didier Reynders          |        | MR       | 6. prosince 2011  | 11. října 2014    |
| Místopředseda vlády a ministr hospodářství, záležitostí spotřebitelů a Severního moře          | Johan Vande Lanotte      |        | sp.a     | 6. prosince 2011  | 11. října 2014    |
| Místopředseda vlády a ministr důchodů                                                          | Vincent Van Quickenborne |        | Open Vld | 6. prosince 2011  | 22. října 2012    |
| Místopředseda vlády a ministr důchodů                                                          | Alexander De Croo        |        | Open Vld | 22. října 2012    | 11. října 2014    |
| Místopředsedkyně vlády a ministryně vnitra                                                     | Joëlle Milquetová        |        | cdH      | 6. prosince 2011  | 22. července 2014 |
| Místopředseda vlády a ministr vnitra                                                           | Melchior Wathelet, ml.   |        | cdH      | 22. července 2014 | 11. října 2014    |
| Místopředsedkyně vlády a ministryně sociálních věci a zdravotnictví                            | Laurette Onkelinxová     |        | PS       | 6. prosince 2011  | 11. října 2014    |
| Místopředseda vlády (od 5. března 2013) a ministr obrany                                       | Pieter De Crem           |        | CD&V     | 6. prosince 2011  | 11. října 2014    |
| Ministr financí a udržitelného rozvoje                                                         | Koen Geens               |        | CD&V     | 5. března 2013    | 11. října 2014    |
| Ministryně střední třídy, malých a středních podniků, živnostníků a zemědělství                | Sabine Laruellová        |        | MR       | 6. prosince 2011  | 11. října 2014    |
| Ministr veřejných podniků, vědy a rozvojové spolupráce                                         | Paul Magnette            |        | PS       | 6. prosince 2011  | 11. října 2014    |
| Ministryně spravedlnosti                                                                       | Annemie Turtelboomová    |        | Open Vld | 6. prosince 2011  | 25. července 2014 |
| Ministryně spravedlnosti                                                                       | Maggie De Blocková       |        | Open Vld | 25. července 2014 | 11. října 2014    |
| Ministr rozpočtu a zjednodušení administrativy                                                 | Olivier Chastel          |        | MR       | 6. prosince 2011  | 11. října 2014    |
| Ministryně práce                                                                               | Monica De Conincková     |        | sp.a     | 6. prosince 2011  | 11. října 2014    |
| Portfej                                                                                        | Státní tajemník          | Strana | Strana   | Nástup do úřadu   | Odchod z úřadu    |
| Státní tajemník pro životní prostředí, energetiku a mobilitu                                   | Melchior Wathelet, ml.   |        | cdH      | 6. prosince 2011  | 22. července 2014 |
| Státní tajemnice pro životní prostředí, energetiku a mobilitu                                  | Catherine Foncková       |        | cdH      | 22. července 2014 | 11. října 2014    |
| Státní tajemník pro sociální věci, rodinu a zdravotně postižené                                | Philippe Courard         |        | PS       | 6. prosince 2011  | 12. září 2014     |
| Státní tajemník pro sociální věci, rodinu a zdravotně postižené                                | Laurette Onkelinx        |        | PS       | 12. září 2014     | 11. října 2014    |
| Státní tajemník pro ústavní reformy                                                            | Servais Verherstraeten   |        | CD&V     | 6. prosince 2011  | 11. října 2014    |
| Státní tajemnice pro azylovou a imigrační politiku a sociální integraci                        | Maggie De Blocková       |        | Open Vld | 6. prosince 2011  | 25. července 2014 |
| Státní tajemník pro státní správu a modernizaci veřejných služeb                               | Hendrik Bogaert          |        | CD&V     | 6. prosince 2011  | 11. října 2014    |
| Státní tajemník pro potírání sociálních a finančních podvodů                                   | John Crombez             |        | sp.a     | 6. prosince 2011  | 16. září 2014     |
| Státní tajemník pro potírání sociálních a finančních podvodů                                   | Johan Vande Lanotte      |        | sp.a     | 16. září 2014     | 11. října 2014    |